# Vladímir Tsigal
Vladímir Yefímovich Tsigal Odesa, 17 de septiembre de 1917- Moscú, 4 de julio de 2013 Escultor soviético y ruso. Artista del Pueblo de la URSS (1978), Premio Lenin (1984), Premio Stalin en primer grado (1950), Miembro titular de la Academia Rusa de Ciencias (1978).

## Biografía
Nació el 17 de septiembre de 1917 en Odesa. 
En la década de 1920 vivió en Penza, donde acabó la escuela número 1. En el 1937-1942 estudió en el Instituto Estatal de Arte llamado Surikov de Moscú. 
Como estudiante graduado, en 1942, Vladimir fue al frente como voluntario. Hasta 1944 sirvió en la Armada como artista de guerra. Participó en el desembarco de Novorosíisk y Kerch, así como en otras operaciones de combate, al Mar Negro y a las flotas del Báltico. En 1945, fue enviado al Comité de Artes de Berlín para la construcción, junto con el famoso escultor Lev Kerbel, del monumento a los soldados del Ejército Rojo en Berlín, Zeelove, Küstrin. 
Después, continuó sus estudios y su primer título lo obtuvo en 1948, diploma en la especialidad de escultor. Desde 1947 - participó en muchas exposiciones de arte por toda la Unión Soviética e internacionales.
En la historia del arte ruso, Vladimir destacó como escultor. Las primeras obras monumentales de la posguerra del escultor fueron: un monumento en bronce a Antón Makárenko, creado en 1952 e instalado en Moscú, y otro a Nikolái Ostrovski. Fue miembro del PCUS desde 1952. 
Las experiencias en la guerra, como se refleja en los esbozos que se conservan en el archivo del escultor, documentos de incalculable valor de su tiempo,  predeterminan uno de los principales temas de su obra. Este tema lo desarrolló principalmente en las obras monumentales del género. La memoria de los que cayeron en la lucha contra el fascismo se materializa en granito y bronce en el Memorial de la cooperación militar polaco-soviética (1967, Bielorrusia). En términos de composición más compleja, coordinada en todos sus componentes con el medio ambiente, son sus monumentos a los héroes de la Guerra Civil Rusa y la Segunda Guerra Mundial, erigidos en los años 1972-1982 en Novorosíisk.
En el antiguo campo de concentración de Mauthausen, en Austria, la primavera de 1963, el Día Internacional del alliberació de los campos de concentración nazis Tsigal creó un monumento al teniente general Dmitri Karbyshev. Otro monumento a Karbyshev se instaló en Moscú. También en Moscú y en Bakú fueron erigidos monumentos al explorador Richard Sorge (1985). 
Trabajos especiales de Tsigal son los retratos de sus amigos y contemporáneos. Entre ellos lo del compositor Dmitri Kabalevski (1967), y los de los niños, Tatiana y Aleksandr (1960). 
Durando medio siglo de su carrera, Vladímir Tsigal diseñó e instaló 44 monumentos dedicados a acontecimientos y personalidades, entre las que, además de los anteriores se encuentran: Lenin a Kazán y Uliánovsk (1953-1954), Héroe de la Unión Soviética Fiódor Poletaiev a Riazán (1971), Hồ Chí Minh en Moscú (1990), al destacado escultor Nikolai Tomski en Moscú. Él es también el autor de una escultura de bronce de San Jorge, instalada a la cúpula del Palacio del Senado del Kremlin de Moscú. 
Hay obras de Vladímir Tsigal en las colecciones de muchos museos del país y en el extranjero, incluyendo la Galería Tretiakov, el Museo Central de las Fuerzas Armadas. 
A Tsigal le encantaba viajar. Empezando en 1956 hizo un viaje creativo por más de 50 países, entre ellos Italia, Francia, los Estados Unidos, Gran Bretaña, los Países Bajos, Portugal, Japón,la India, Nepal, Vietnam Su exposición personal se llevó a cabo en Polonia, Checoslovaquia, Bulgaria, Hungría, Austria, Marruecos. En algunos países, vivió y trabajó. 
En su tiempo libre practicaba la pesca, aunque el tiempo, a menudo, no era suficiente. Otra de sus pasiones fue la lectura, en particular libros y artículos sobre la vida de gente interesante. 
Murió el 4 de julio de 2013. Vladímir Tsigal fue enterrado el 9 de julio en el Cementerio Novodévichi en Moscú, junto a la tumba del escultor, Artista del Pueblo de la URSS Yevgueni Vuchétich

## Reconocimientos

### Premios estatales de la Federación Rusa y la Unión Soviética
- Orden de la Guerra Patriótica de II grado (6 de diciembre de 1985) - por su valentía, firmeza y coraje a la lucha contra los invasores nazis, y en conmemoración del 40 aniversario de la victoria del pueblo soviético en la Gran Guerra Patria de 1941-1945
- Orden de la Bandera Roja del Trabajo (1987)
- Orden de la Amistad de los Pueblos (22 de mayo de 1993) - por su gran contribución al desarrollo de las bellas artes, el fortalecimiento de las relaciones culturales internacionales y la fructífera carrera a la enseñanza[3]
- Orden de honor (Rusia)  - por su gran contribución al desarrollo de las artes plásticas nacionales[4]
- Orden "al Mérito de la Patria" título IV por su gran contribución en el desarrollo del arte nacional y los muchos años de trabajo creativo[5]
- Orden "al Mérito de la Patria" título III por su gran contribución al desarrollo de obras de arte ruso y muchos años de actividad creativa[6]
- Medallas, incluyendo:

### Promoción del Presidente de la Federación de Rusia
Agradecimiento del Presidente de la Federación Rusa del 12 de septiembre de 1997 por su gran contribución al arte nacional

### Órdenes y medallas de países extranjeros
- Mérito de la Cultura de Polonia (1974)
- Orden de la Amistad (Vietnam) (1998) por el retrato escultórico de Hồ Chí Minh[8][9]

### Premios
- Premio Stalin de primer grado (1950) - por la figura escultórica "Lenin-escolar" y participación en la creación de los relevos escultóricos de Lenin y Iósif Stalin, fundadores y líderes del estado soviético
- Medalla de Oro de la Academia Rusa de las Artes (1963)
- Premio Estatal de la RSFSR Repin (1966) - por el monumento al teniente general Karbixev a Mauthausen (Austria)
- Medalla de plata Grekov (1969)
- Premio Lenin (1984) - por el conjunto conmemorativo "a los Héroes de la Guerra Civil y la Gran Guerra Patria de 1941-1945" a Novorosíisk
- Premio Viktor Iefimovitx Popkov (1996)
- Premio de Moscú (1997)

### Títulos honorarios
- Artista del Pueblo de la RSFSR (1968)
- Artista del Pueblo de la URSS (1978)
- Miembro de Número de la Academia Rusa de las Artes (1978)
- Miembro de Número de la Academia de las Artes de Kirguistán

## Obras

### Retratos
- Aleksandr Suvórov (1959, mármol)
- Iósif Moiséievich Chaikov (1965, bronce)
- Mijaíl Arkádievich Svetlov (1965, bronce)
- Rockwell Kent (1967, mármol)

### Monumentos
- Al Heroi de la Unión Soviética, general de Aviación Nikolai Tokarev (1957, Eupatoria (ciudad))
- Dmitri Karbishev (1962 Mauthausen)
- Monumento a Musa Cälil (1966, Kazán)
- Memorial a la cooperación militar polaco-soviética (1967, Bielorrusia)
- Monumento a Fiódor Poletaiev (1971, Riazán)
- Monumento a Serguéi Yesenin (1972, Moscú, Bulevar Yesenin.)
- Monumentos a los héroes de la Guerra Civil Rusa y la Segunda Guerra Mundial (1972-1982, Novorosíisk)
- Monumento a Karbishev (1980, Moscú)
- Monumento a Richard Sorge (1981, Bakú)
- Monumento a Richard Sorge (1985, Moscú)
- Monumento a Hồ Chí Minh (1990, Moscú)
- Monumento a Fridtjof Nansen (2002, Moscú)